# Pristomerus stimulator
Pristomerus stimulator là một loài tò vò trong họ Ichneumonidae.